# Nully (Alto Marna)
Nully é uma comuna francesa na região administrativa de Grande Leste, no departamento de Alto Marna. Estende-se por uma área de km², com 210 habitantes, segundo os censos de 2005, com uma densidade de 12 hab/km².